# 正义女神喷泉 (洛桑)
正义女神喷泉（法語：Fontaine de la Justice），又译“正义喷泉”，是瑞士西部重要城市洛桑的一座文艺复兴时期的喷泉，位于市中心的帕吕广场上。

## 历史
一本13世纪的古老文献中提到，当时此处已有一座在树干上凿成的喷泉。1557年至1559年间，喷泉改用石砌，喷水口则为铜制。喷泉石柱上，放置着正义女神的塑像，是由劳伦特·佩鲁（Laurent Perroud）和儿子雅克·佩鲁（Jacques Perroud）于1584-1585年制作的。1726年，一座十二边形的水池取代了旧水池。随后，喷泉增设了一个洗衣池，但在1906年拆除。
20世纪初，因喷泉雕像和柱身年久失修，洛桑市请雕塑家拉斐尔·卢热昂（Raphaël Lugeon）制作了复制品。自1930年起，复制品正式安装，原始雕像入藏洛桑历史博物馆，其彩色饰面由欧内斯特·科雷沃（Ernest Correvon）承担。1964年，又进行了修复和重新上色。

## 建筑
正义女神喷泉的形制深受伯尔尼市中心的正义女神喷泉影响。

## 图集

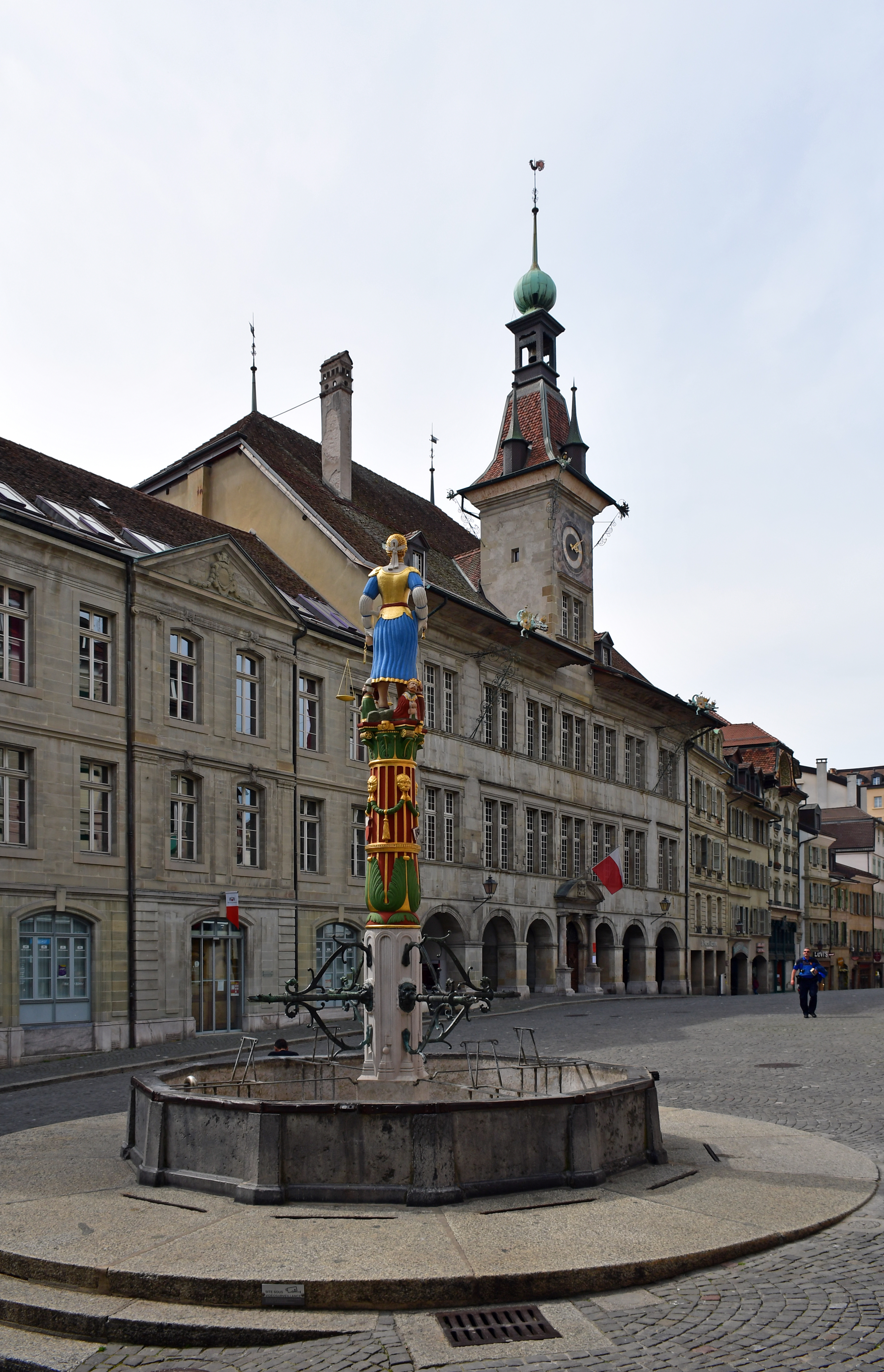
喷泉整体后面观，前方为洛桑市政厅
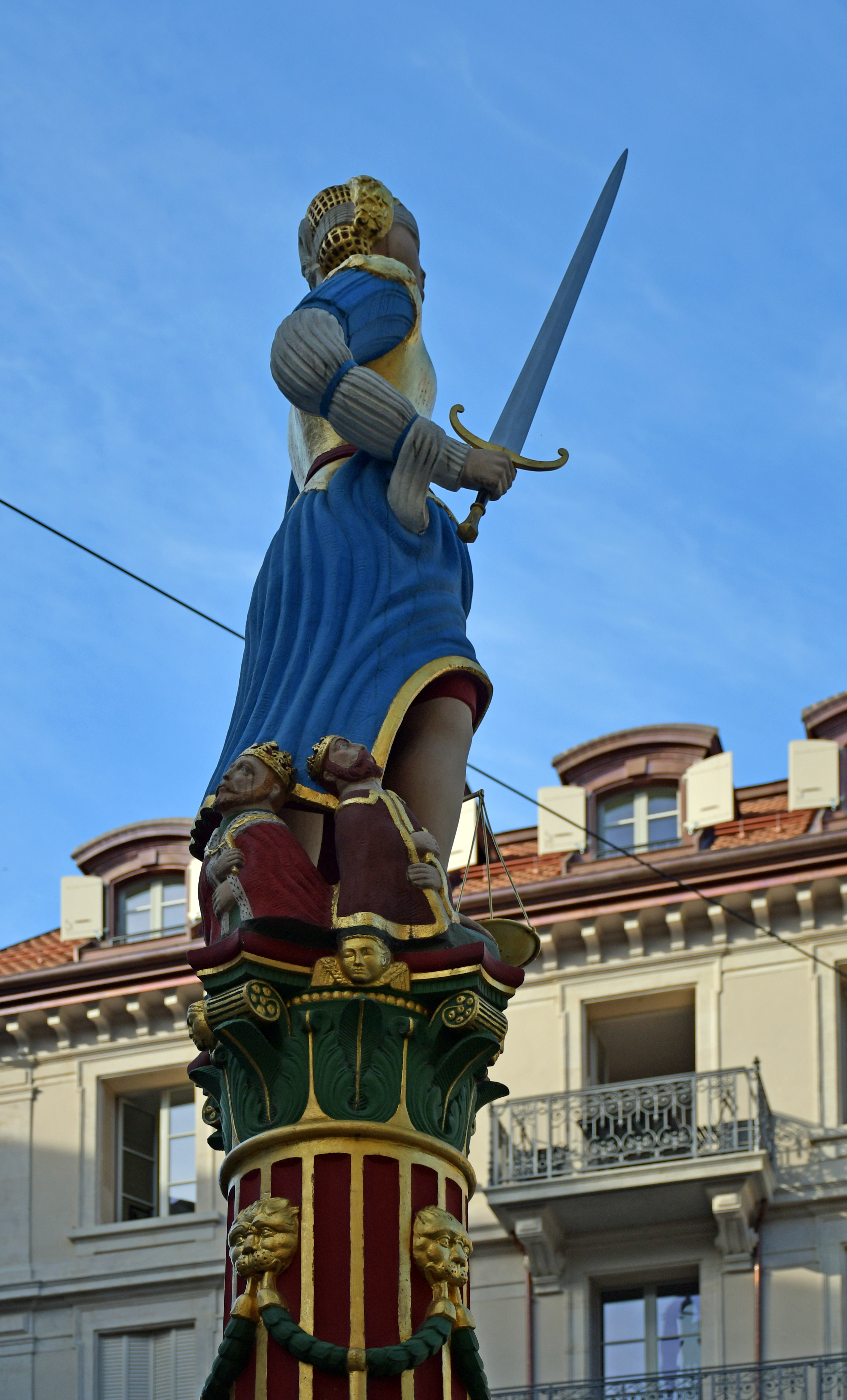
正义女神像右面观
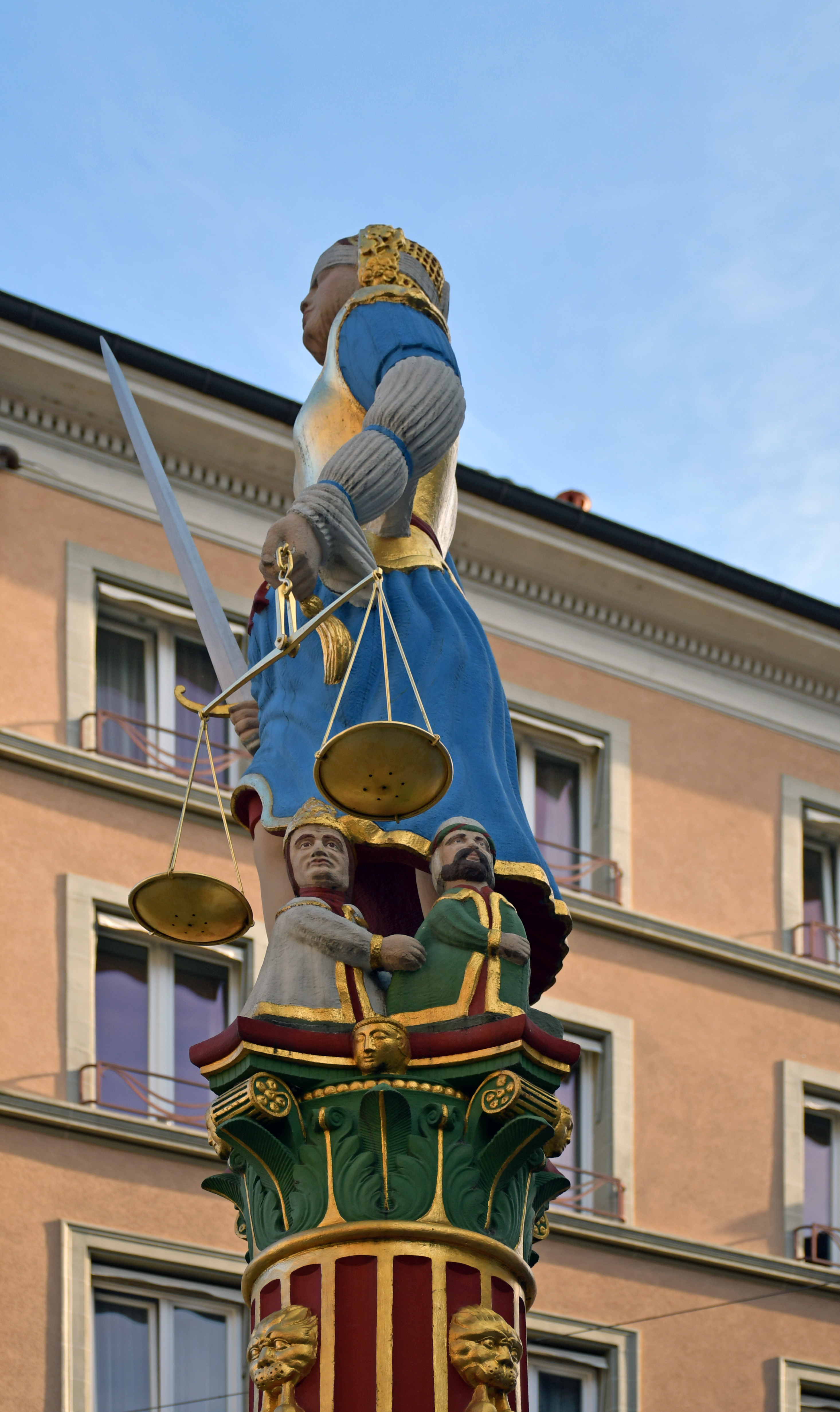
正义女神像左面观